# Шамраївка (Полтавський район)
Шамраї́вка — село в Україні, у Решетилівській міській громаді Полтавського району Полтавської області. Населення становить 478 осіб. До 2020 орган місцевого самоврядування — Шевченківська сільська рада.

## Населення

### Мова
Розподіл населення за рідною мовою за даними :
| Мова            | Кількість | Відсоток |
| --------------- | --------- | -------- |
| українська      | 442       | 92.47 %  |
| румунська       | 18        | 3.77 %   |
| російська       | 17        | 3.56 %   |
| інші/не вказали | 1         | 0.20 %   |
| Усього          | 478       | 100 %    |

## Географія
Село Шамраївка знаходиться на відстані 2,5 км від сіл Пащенки та Попове. Через село проходить автомобільна дорога Н31.

## Історія
12 червня 2020 року, відповідно до розпорядження Кабінету Міністрів України № 721-р «Про визначення адміністративних центрів та затвердження територій територіальних громад Полтавської області», село увійшло до складу Решетилівської міської громади.
19 липня 2020 року, в результаті адміністративно — територіальної реформи та ліквідації Решетилівського району, село увійшло до складу новоутвореного Полтавського району Полтавської області.

## Об'єкти соціальної сфери
- Школа І-ІІ ст.

## Відомі люди

### Народились
- Діброва Петро Якимович — радянський воєначальник. Учасник Великої Вітчизняної війни, член Військової ради Північно-Західного фронту, член Військової ради 59-ї та 2-ї ударної армій Волховського фронту, командир 145-ї стрілецької дивізії, комендант Берліна. Генерал-майор.

## Галерея

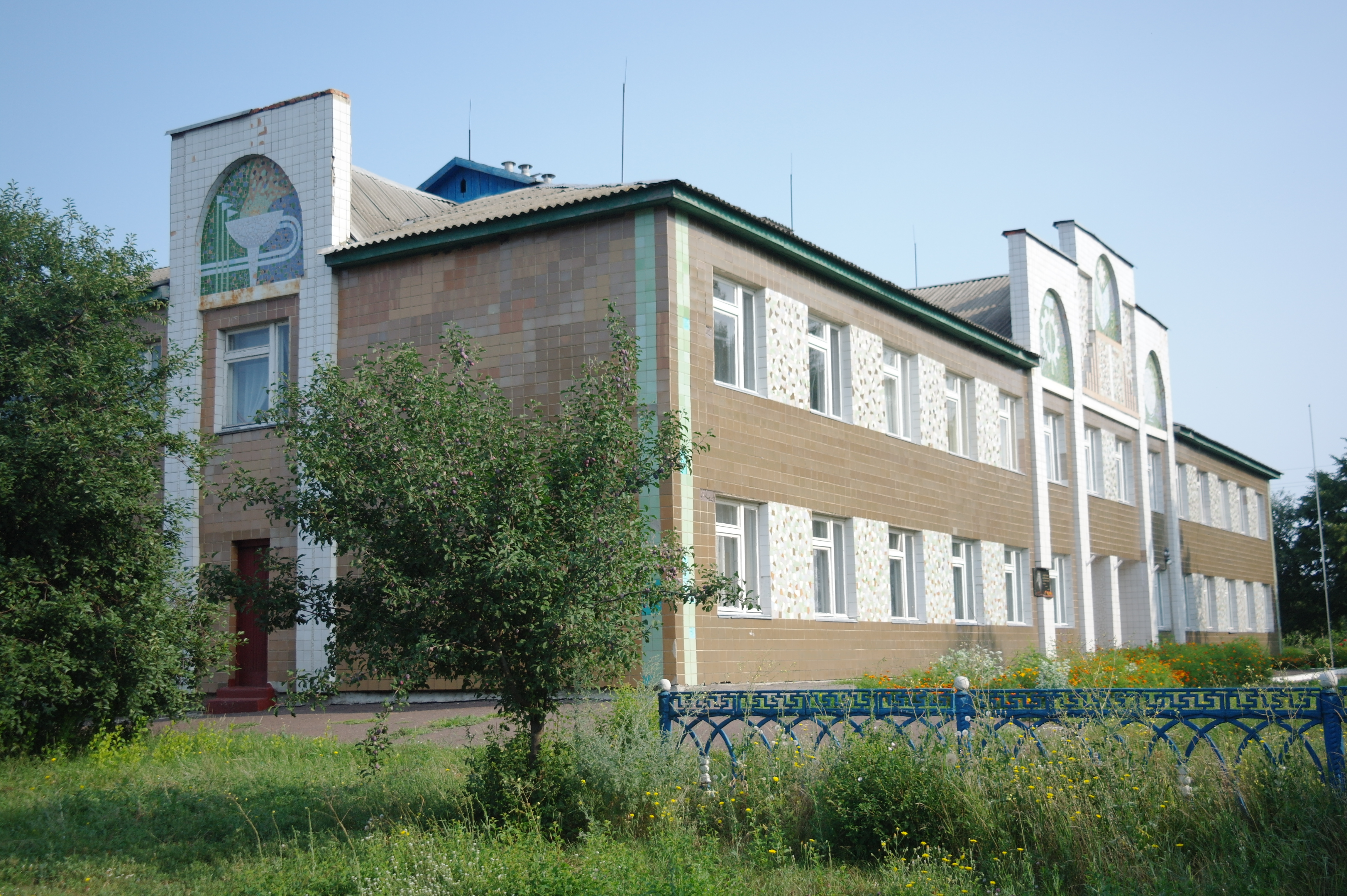
Школа 1-2 ступенів
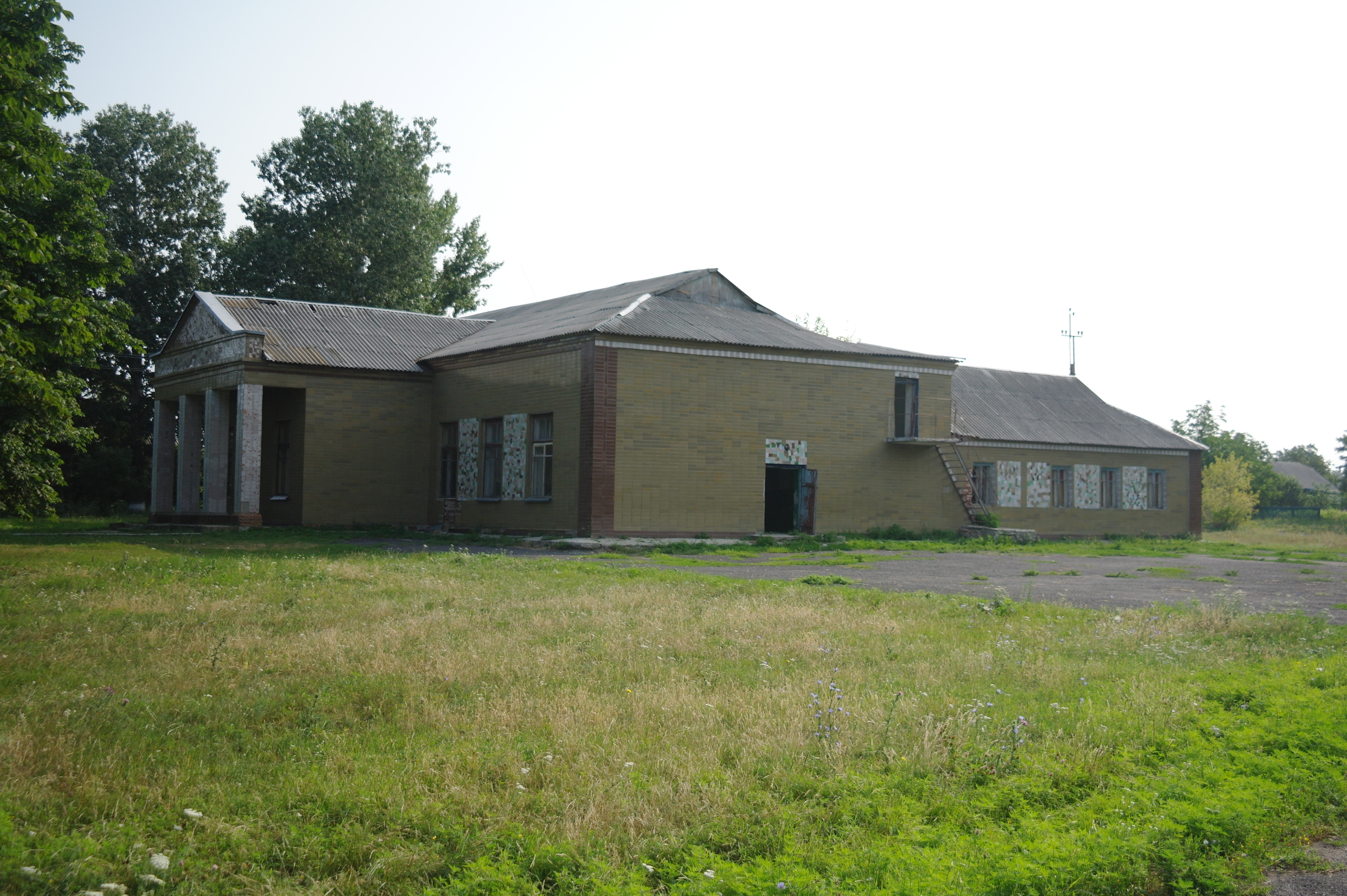
Клуб з північно-східної сторони
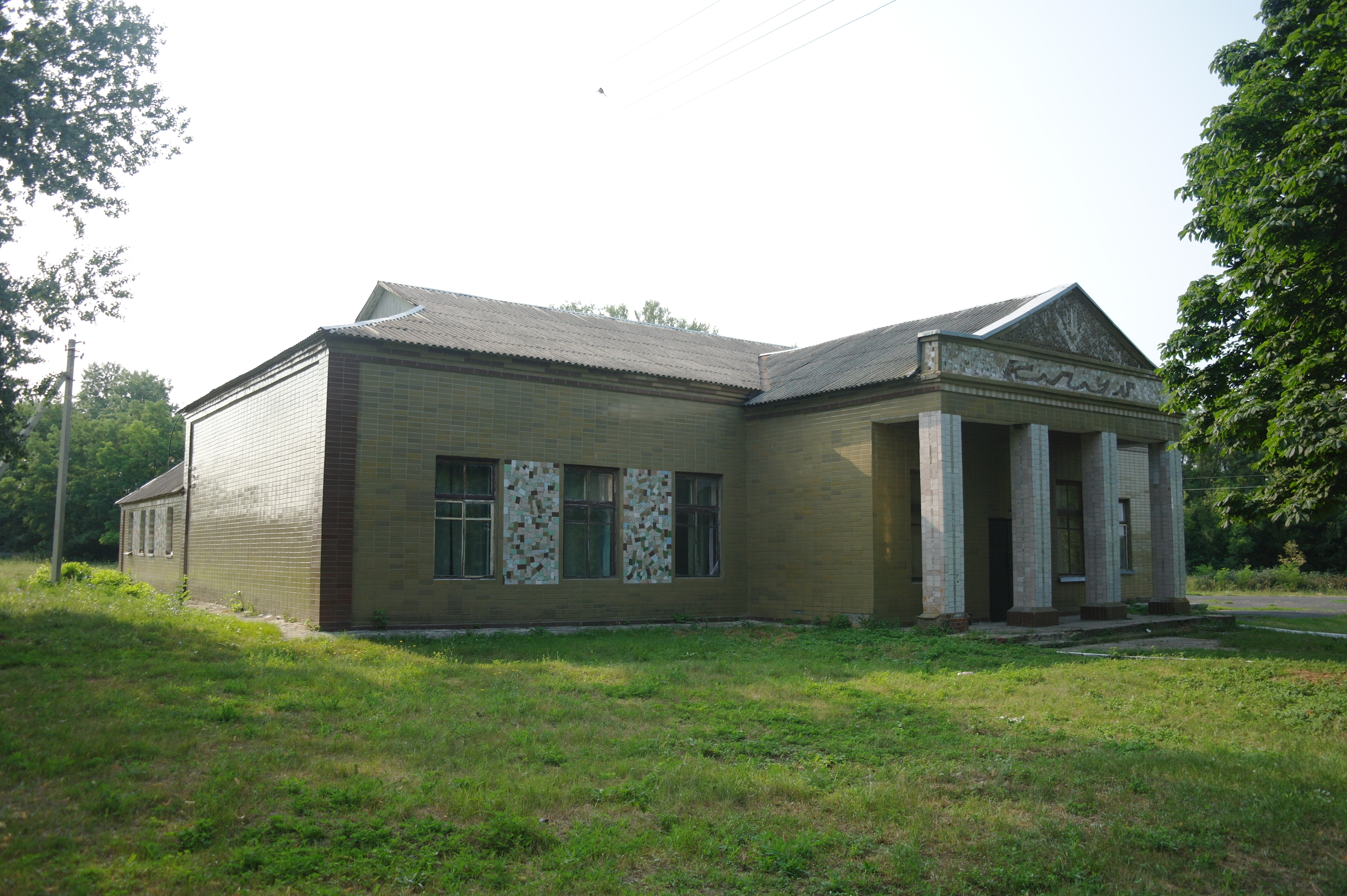
Клуб у селі
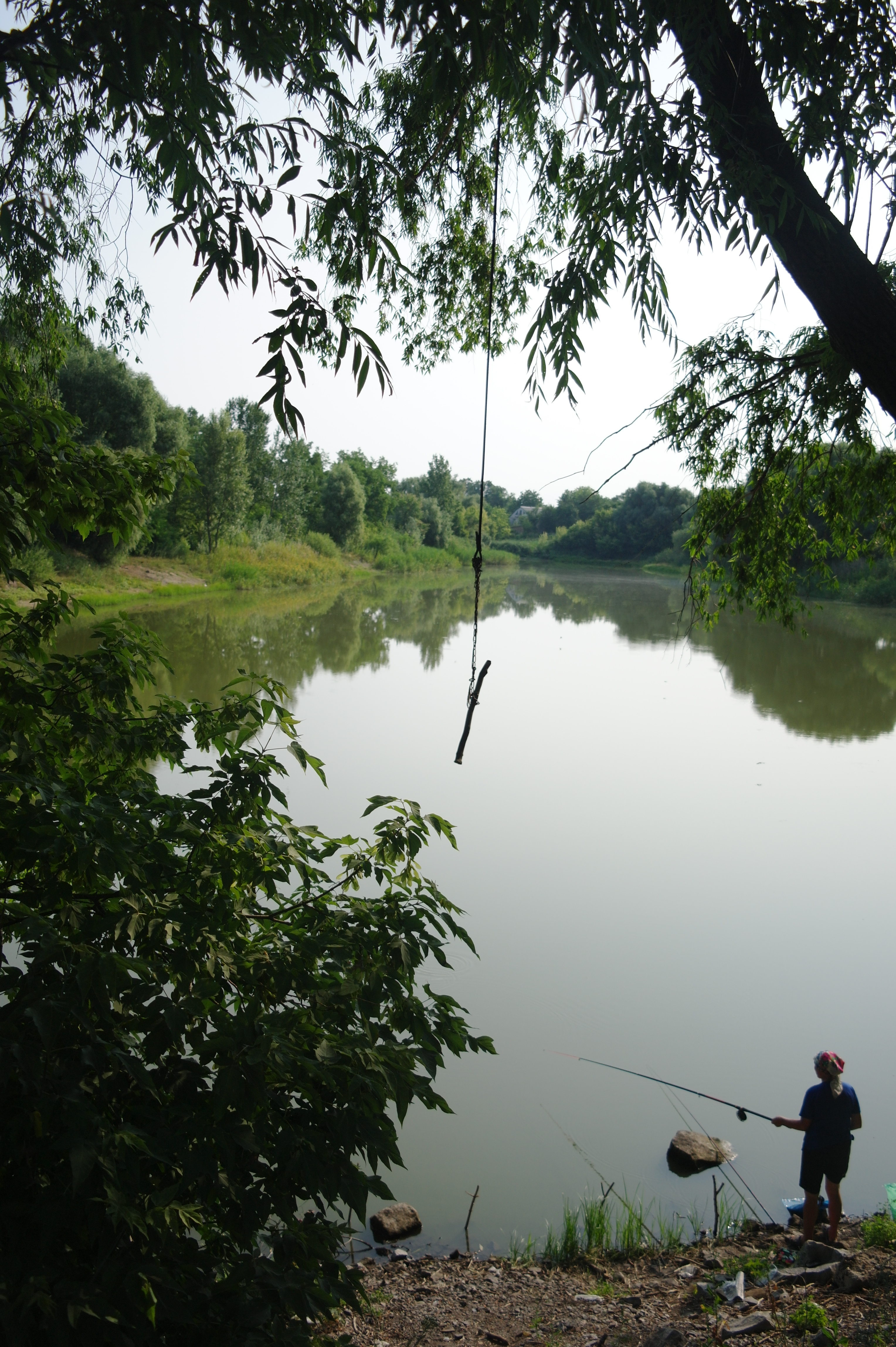
Ставок
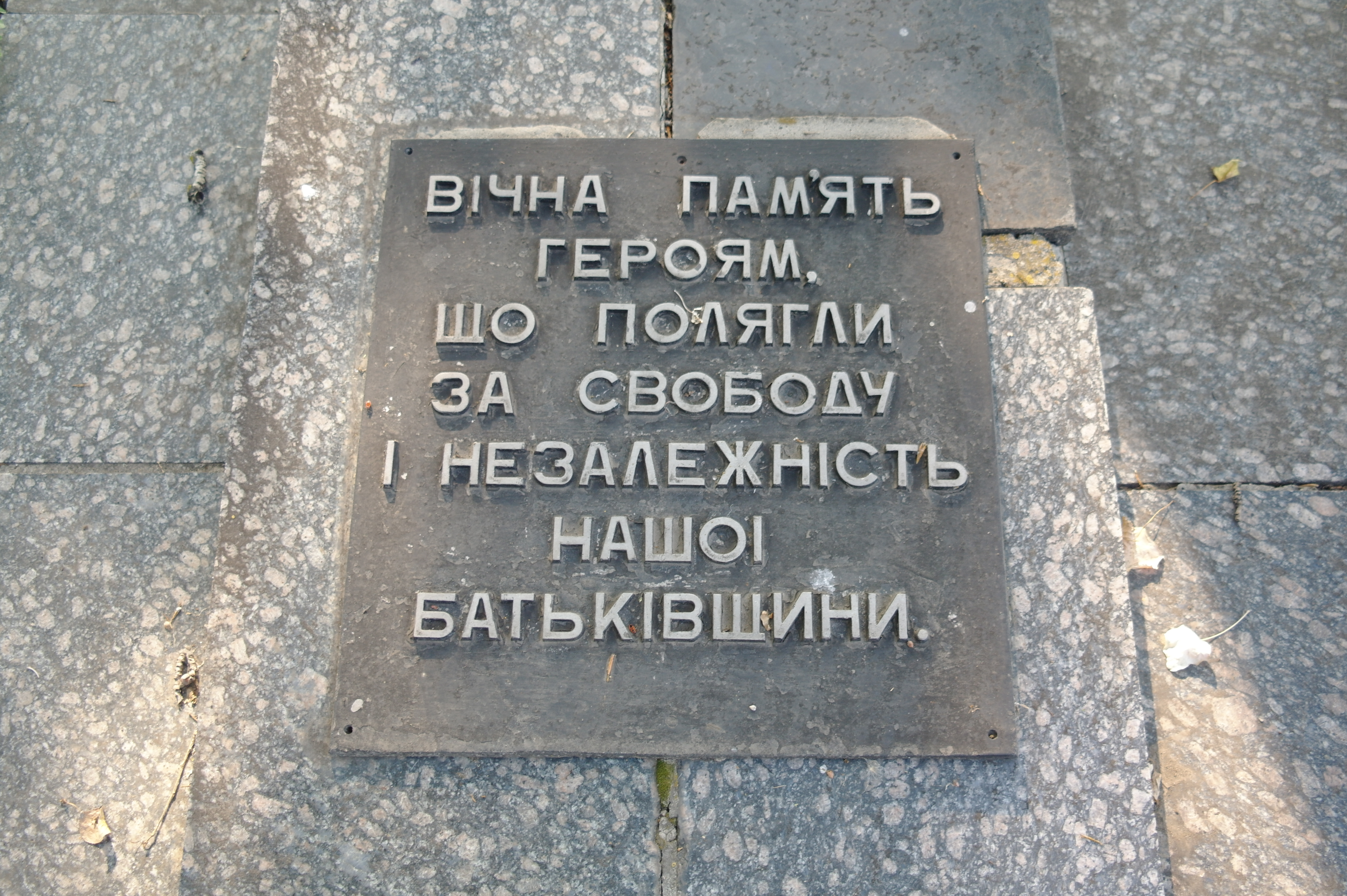
Надпис на пам'ятнику ДСВ
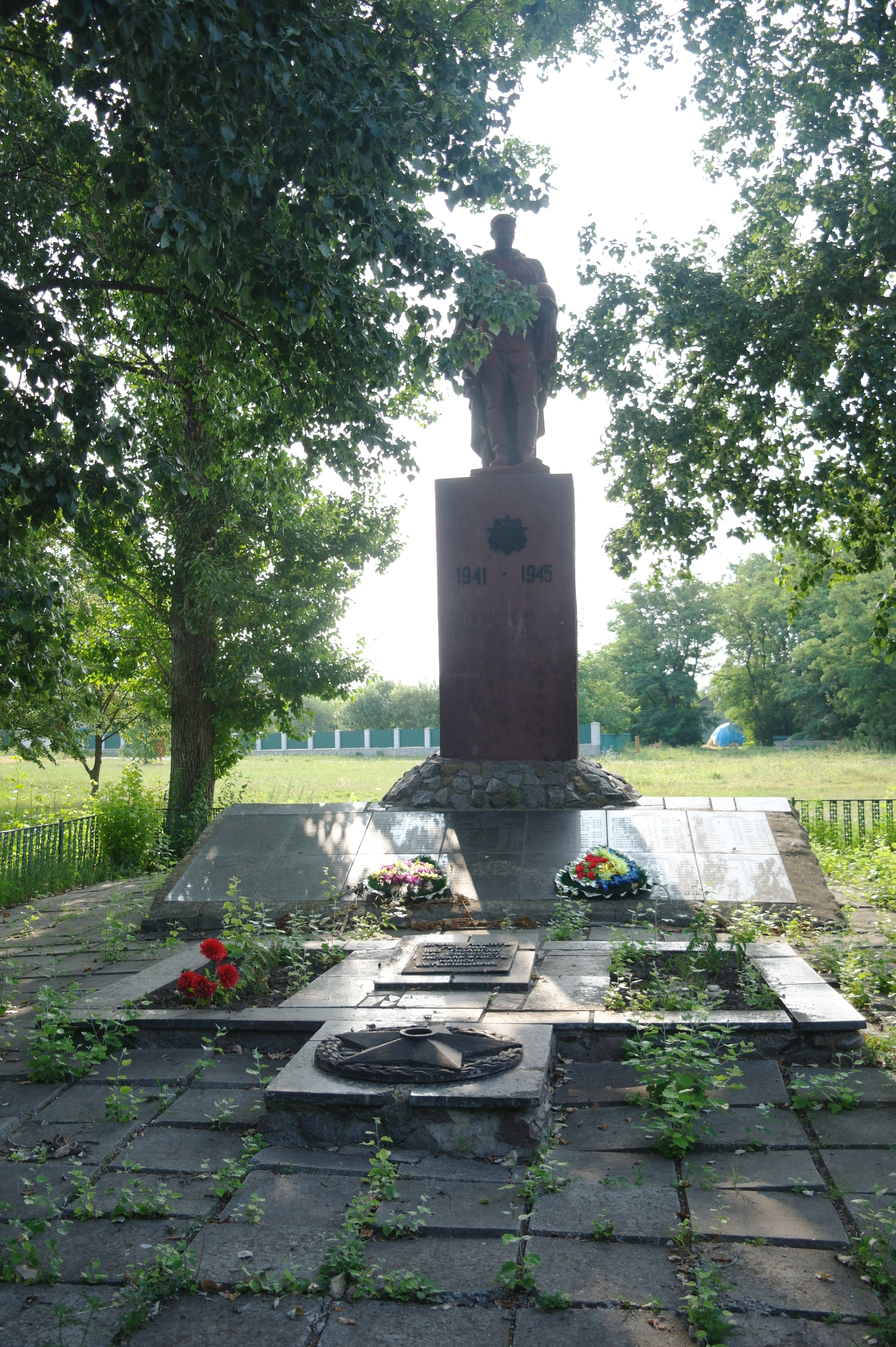
Пам'ятник загиблим у ДСВ
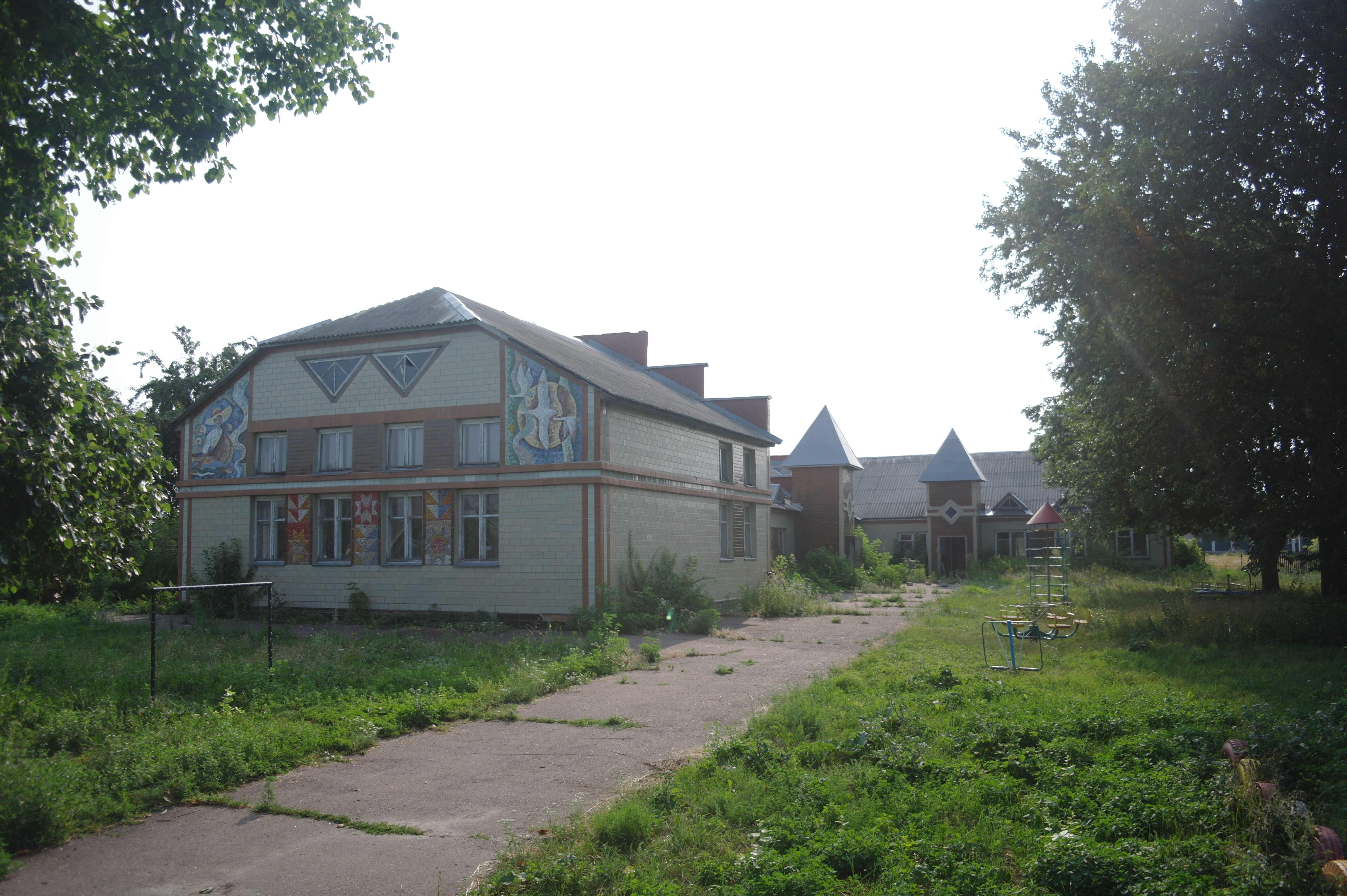
Непрацюючий дитячий садок
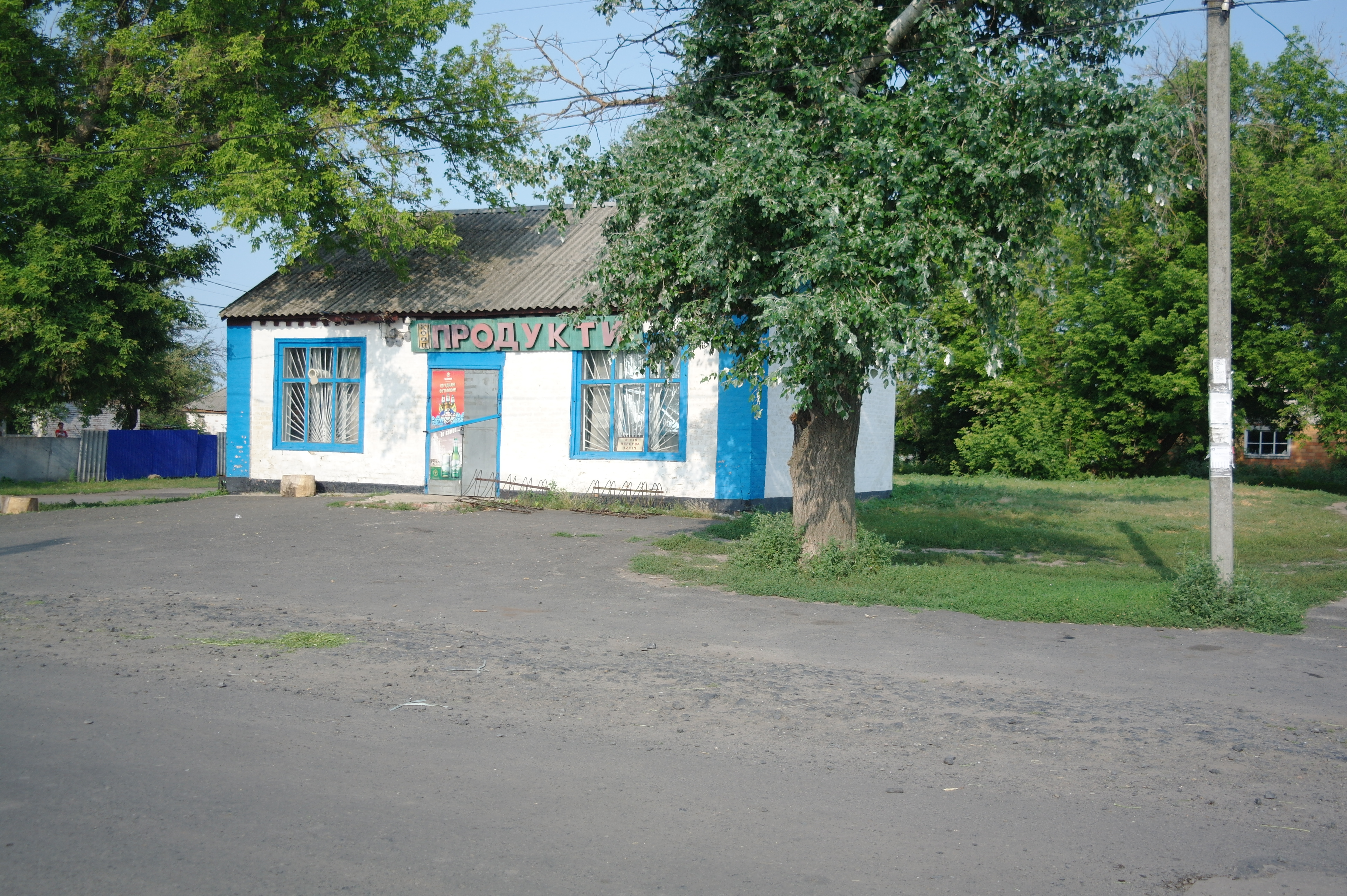
магазин Продукти
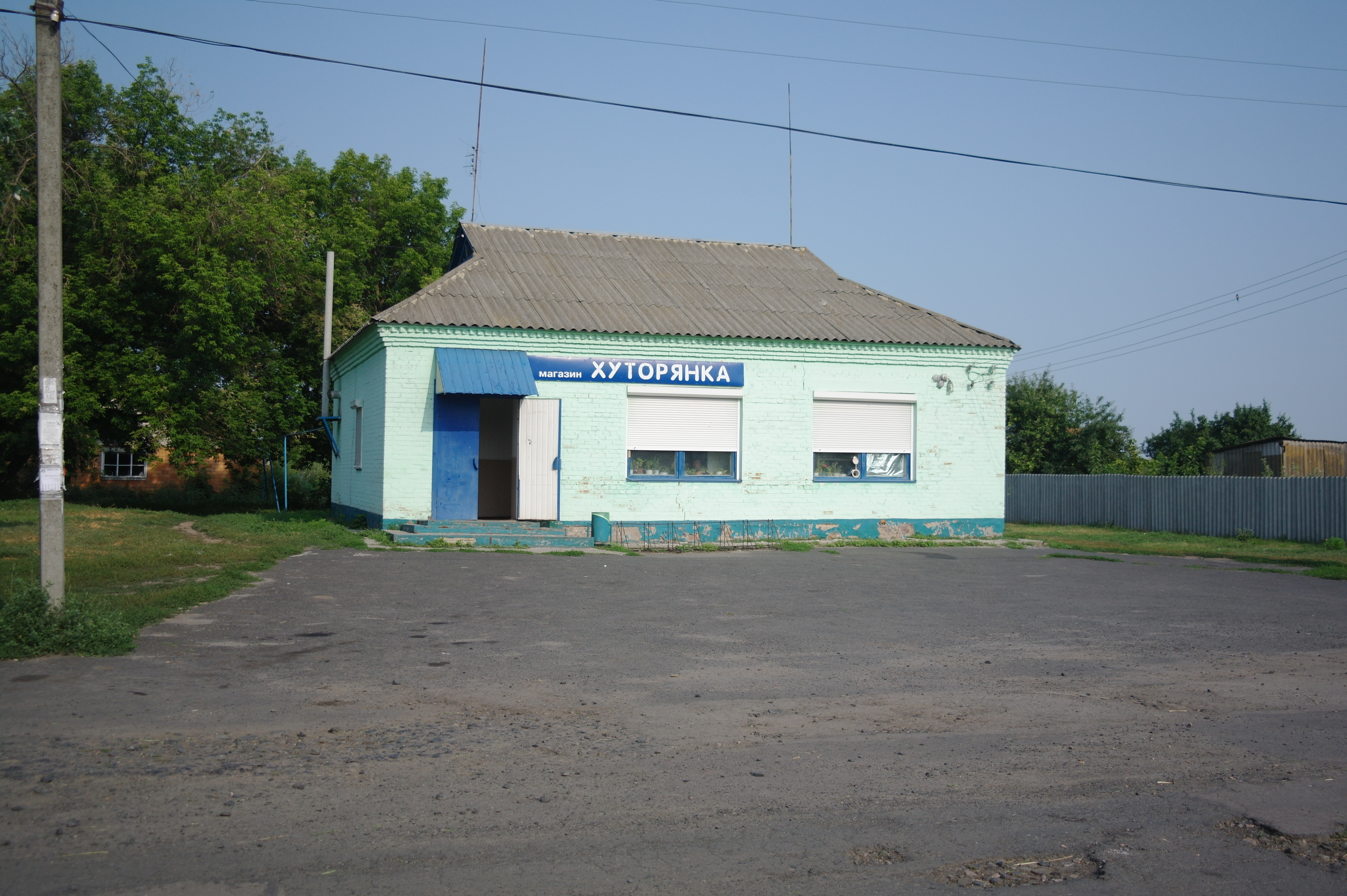
Магазин Хуторянка
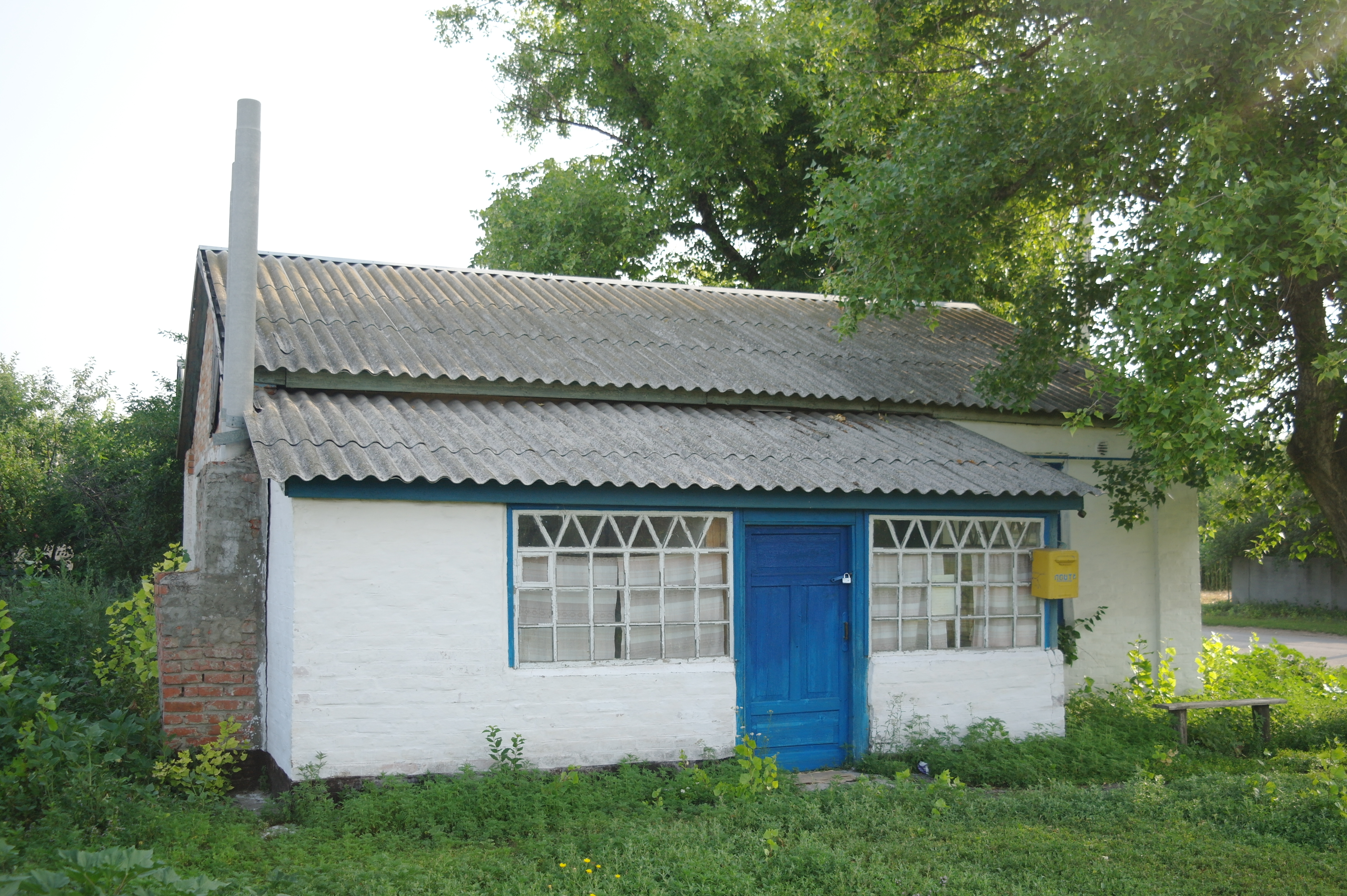
Пошта в селі
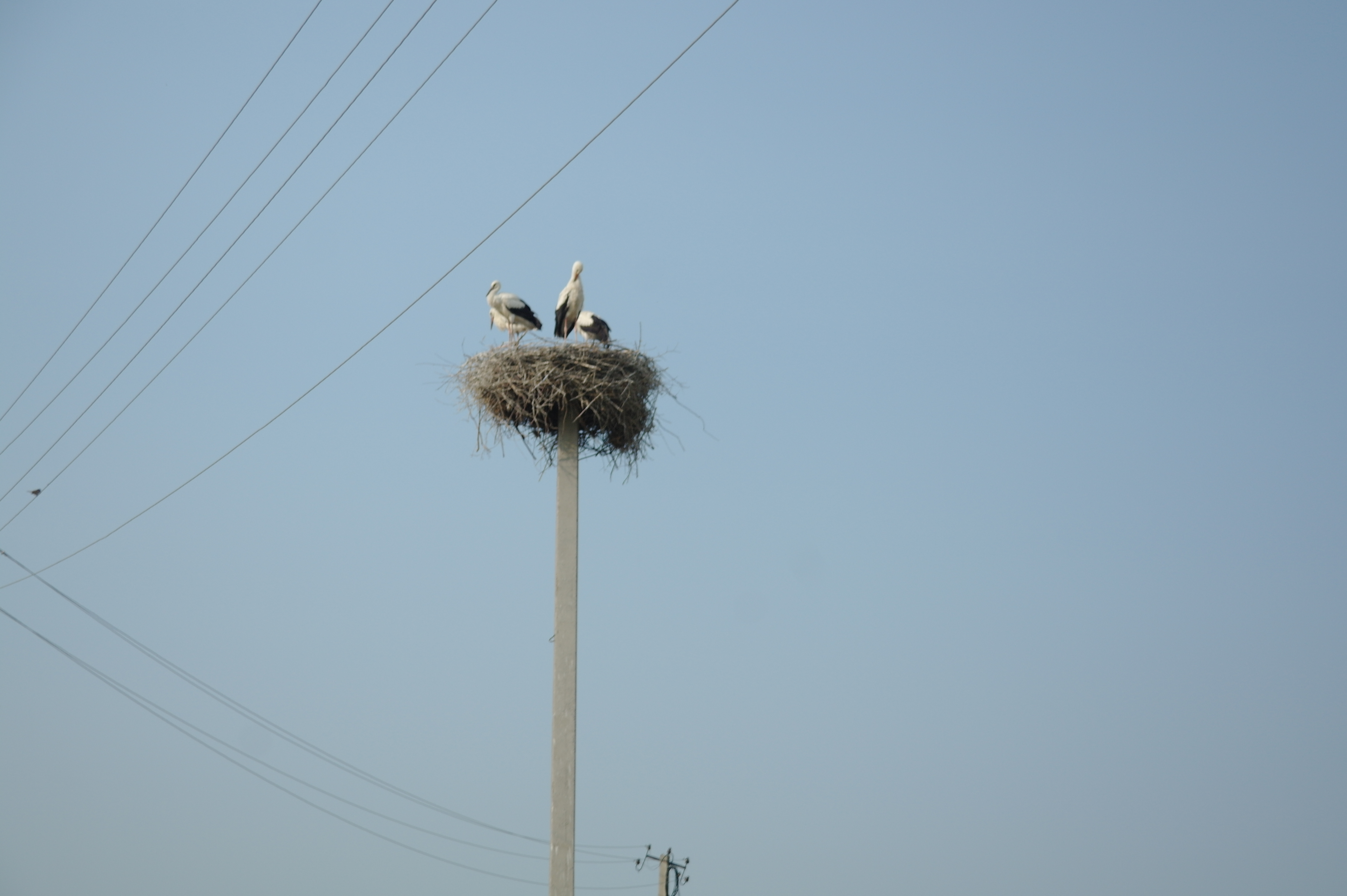
Лелеки на стовпі електропередач
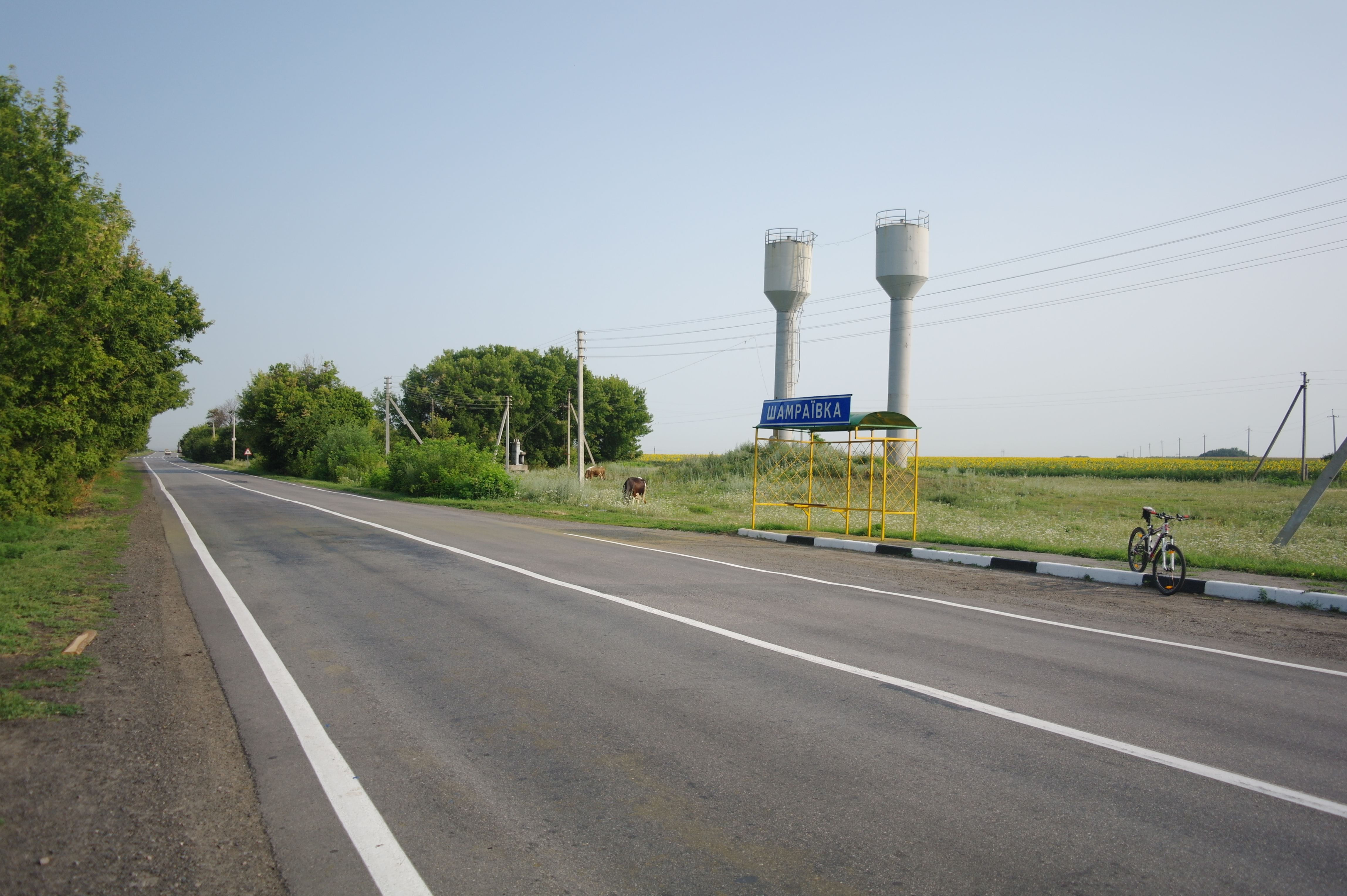
село межує із трасою Київ - Дніпро